# DIY

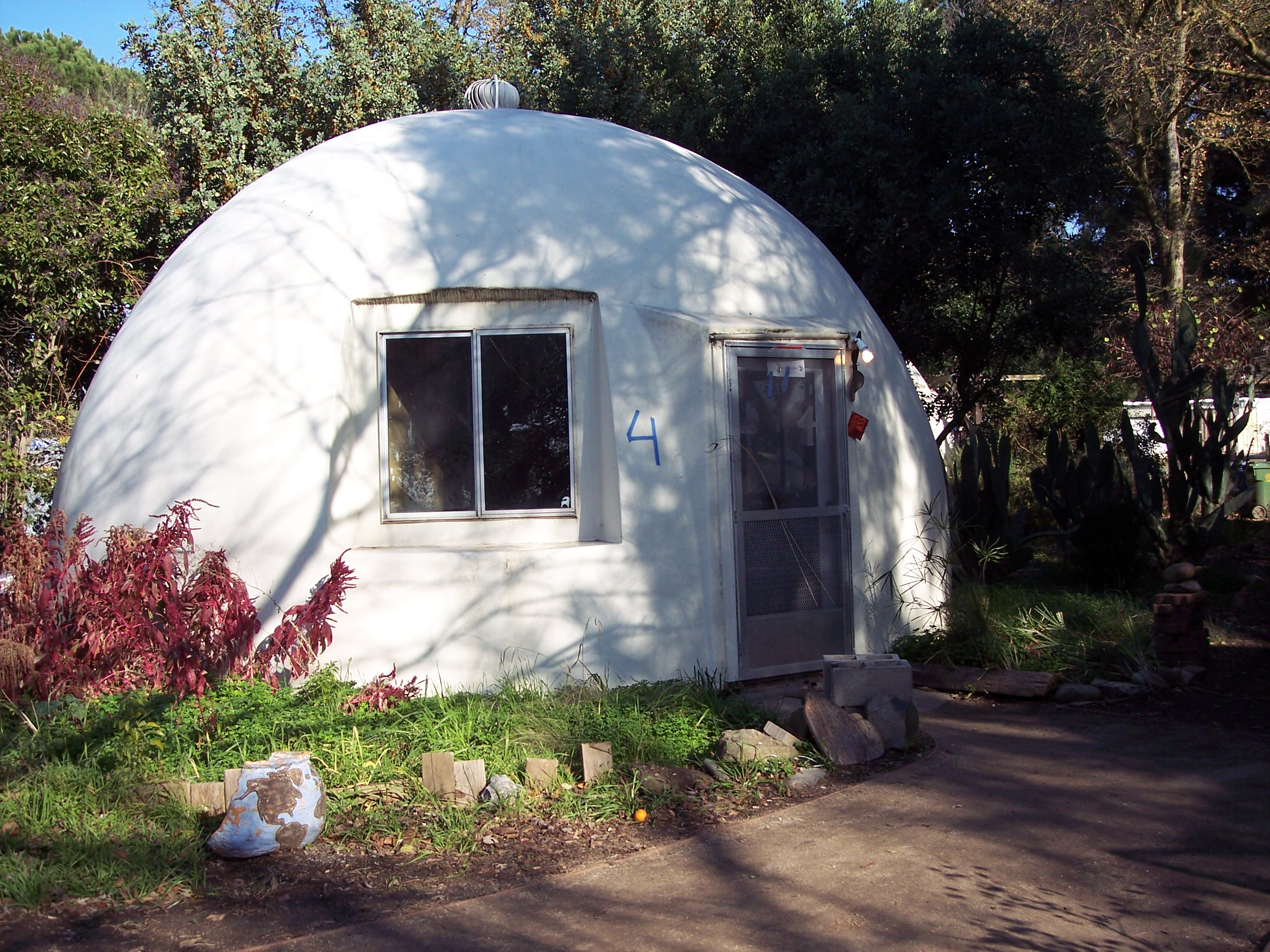
DIYで作ったドームハウス

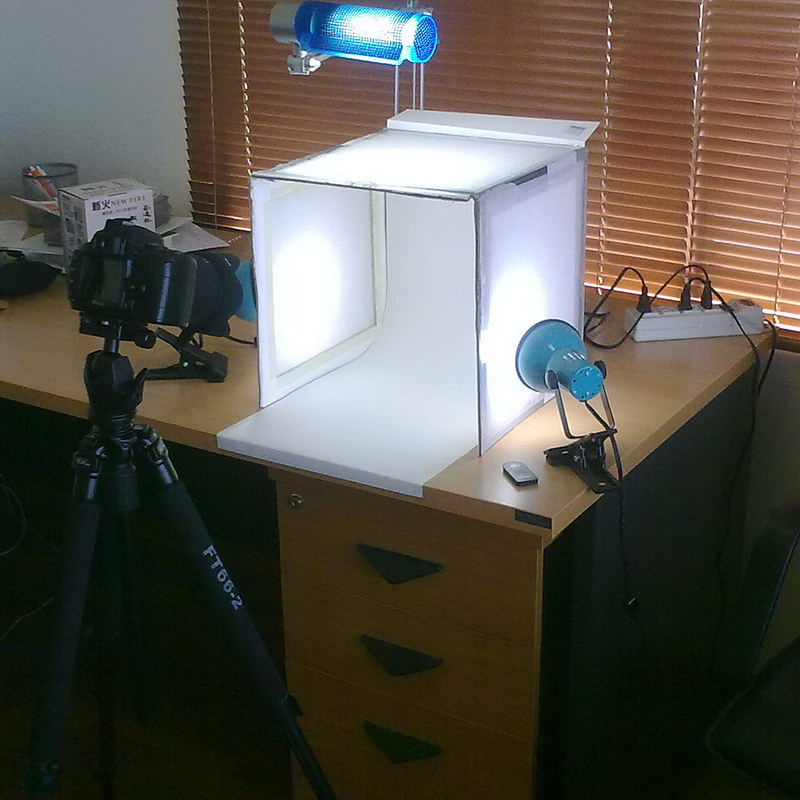
DIYで作ったライトボックス（撮影用の　影を防ぐ箱）

DIY（ディー・アイ・ワイ）とは、素人（専門業者でない人）が、何かを自分で作ったり修繕したりすること。
英語のdo it yourself（ドゥ イット ユアセルフ）の略語で、「自分でやってみよう！」「自分でやれ！」などの意。意訳して、「自分でできることは自分でやろう！」。「D.I.Y.」とも。
日本においては、「日曜大工」「家庭菜園」「自炊」「手芸」「自作」「ハンドメイド」…といった事は、昭和の時代からこうした名称で行われてきたことではあるが、2000年以降はネット情報の普及もあって、総じて「DIY」と言われることが多い。

## 概説
DIYとは、お金を払って他者（業者）にやらせるのではなく、自身で（つまり自分の身体を使って）何かを作ったり、修理したり、装飾したりする活動のことである。「自分でできることは自分でやろう」という理念のもとに行う諸活動である。
DIYという言葉・概念は、「（他人任せにせず）自身でやる」という考え方を、広く生活の基本態度にしようとする精神を指していることもある。これらは「DIY ethic（DIY倫理）」「DIY精神」とも言う。営利企業の活動には頼らず、人々（人・グループ）が自主的に行う活動を推奨する言葉・概念である。
こうした精神・態度は、多様な領域において提唱・実行されており、「自主イベント」や「草の根政治運動」「草の根社会運動」、自主制作誌（ミニコミ、Zine）、インディーズ音楽等々に影響を与えている。
各領域のメンバーの中に、「DIY精神」を志向する人がいる場合、その人がその領域でも、業者任せにせず自分（たち）でやることを望み、あるいはその精神を周囲の人々に伝えて、その結果として、それらの個別的活動が生み出されている場合もある。

## 利点

### メリット
DIYには、下記のような利点が挙げられる。
- 専門の業者に依頼すると費用が高額になることを、比較的に安価に行えること。
- 自分の部屋にぴったりのものや、自分だけのための「特注品」をつくることができること。
- 全てを自分自身でやることにより、充実感・達成感を得ることができること。

### デメリット
一方で、DIYには下記のような欠点もある。
- 工具などが必要な場合には、それなりの初期費用が必要になる。
- 逆に、大量生産によりコストダウンした製品よりも、高くなってしまう場合もある。
- 市販品のクオリティーに比べると、製作者次第でクオリティーが高くも低くもなる。
- 施工者のスキルや経験がない場合には、制作や加工するのに苦労したり、失敗する可能性がある。

## 歴史

### 海外におけるDIY史
第二次世界大戦でナチス・ドイツ軍の激しい空襲を受けた英国の首都ロンドンで、1945年の終戦とともに破壊された街を自分達の手で復興させる国民運動が始まった。そのスローガンとして「D.I.Y.」=「Do it yourself」がうまれた。
『大辞泉』には「第二次大戦後のロンドンで、廃墟に立った元軍人たちが「何でも自分でやろう」を合い言葉に、町の再建に取り組んだのが始まりとされる」と書かれている。
この運動はイギリス中を席巻し、1957年には雑誌『Do it yourself』が刊行され、やがてその運動がヨーロッパ全土へ、そしてアメリカ合衆国へと広がっていった。本土に戦災をほとんど受けなかったアメリカにおいて、D.I.Y.は「復興」から「週末レジャーや余暇の一つ」として楽しむという概念へと変化し、いつしか健康的に週末を過ごす趣味へと進化を遂げた。アメリカでは、DIYを行う上で必要になる資材や工具を専門に取り扱う小売業態ホームセンターが各地に造られた。
2005年には米国に根付いたDIYの精神を背景として、従来は取り扱いが難しかったデジタルデバイスや電子制御の工作機械を自分たち自身で使うための雑誌『Make:』が米国で創刊され、デジタルなものづくりのDIYをする人々が増え、2006年からはその雑誌社の主宰で米国カリフォルニアでMaker Faireが開かれるようになり、その後多くの国でMaker Faireが開催されるようになった。（それまで大手製造業者にまかせがちだった工程を個人が行うようになり）「自宅の工作室」をオンライン化し、ひとりひとりの個人が自身でデジタル技術を用いて製造を行うようになった この潮流は「メイカームーブメント」と呼ばれている。

### 日本におけるDIY史
かつての日本において、専門の職人や大工ではない庶民が、生活や生業に必要な用具を自作したり、自宅や小屋・納屋を修繕したりすることは、特に農山漁村においては珍しくなかった。こうして作られたものやその道具の一部は現在でも、民具として博物館などで見ることができる。
第二次世界大戦後は、戦災からの復興や高度経済成長に伴い、金物・金具店などで購入した道具を使い、住居建築など生活基盤の整備や、趣味としての日曜大工を行う人は多くいた。
DIYの考え方やそれを支えるホームセンターは、1970年頃には日本にも本格上陸した。1969年には、島根県に「ハウジングランド順天堂」駅前店（現在の「ジュンテンドー」）がオープンし、ロードサイド型ホームセンターの日本での発祥とされる。ホームセンターのスタイルを日本で最初に取り入れたのは、1972年にオープンしたドイト与野店である。
和気産業は1967年、当時の重役が、カナダで開かれたモントリオール万国博覧会で「日曜大工コーナー」を設置したイギリス館の盛況ぶりに興味を示し、DIYの専門商社へ発展していった。

## ジャンル

### 自宅まわり

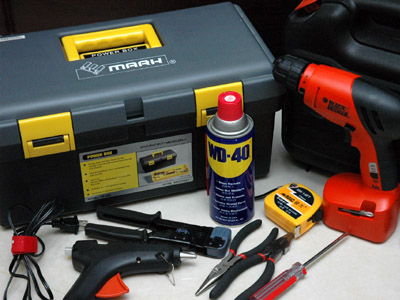
自宅（自分の住宅）まわりのD.I.Y、日曜大工のための基本的な道具類。特に基本的なのは、メジャー（巻尺）、ペンチ、ドライバー、金づち、ナット回し（レンチ）、鋸、やすり 等々である。あとは行おうとする作業に応じて、道具を増やしてゆくことになる。

例えば、自宅関連（「自宅まわり」）のDIYでは、下記が挙げられる。
- 自宅で使う家具

本棚、食器棚などの棚類、机、椅子、ベッド など。
- 家の中の様々な補修・改修作業

壁紙・カーペット等のはりかえ、壁・家具などの塗装、水道管・蛇口などの修理 など。
- 住宅外回りの補修・改修・自作

外壁の塗装や補修、屋根の補修、ウッドデッキの製作、柵の設置、塀の設置・補修 など。
- 庭の補修・改修・自作

草刈り、花壇づくり、花壇の花類の育成や植え替え、植栽全般の剪定や植え替え、池の自作 など。
- 小屋づくり

ログハウス、倉庫、犬小屋 など。
これらの多くが、いわゆる「日曜大工」という概念と重なっている。こうした自宅まわりで行うDIYに関しては、DIY専門店（ホームセンター等）が多数あるので広く人々に知られており、様々なDIY活動の中でも多くの人々によって実行されている。
大手のホームセンターなどDIYに関連する施設では、DIYアドバイザー等と呼ばれる、DIYを専門にし、その知識を伝授する有資格者を置いているところもある。

### 電気・電子関係
電気
電気の領域で、家庭の交流電流用機器に関連するDIYとしては、照明器具類（電気スタンド）の電気コードを直したり交換したりする、照明器具のシェードを交換する、ホームセンターで売られている照明器具のパーツを組み合わせて自分好みのものを作り新たに設置する等々の作業が行われている。
DIYで、自分が使う電子回路を自分で作るという活動を行っている人もいる。日本語では従来「自作」という言葉で呼ばれている諸活動と重なるところが大きい。日本では東京・秋葉原や大阪・日本橋、名古屋・大須商店街に、こうした自作のための電子部品を扱う店舗が多い。
Microsoft WindowsやLinux等が動く小型のパーソナルコンピュータ（パソコン、PC）が普及するにつれ、自作パソコンを組み立てる人も増えた。マザーボード（メインボード）、グラフィックボード、サウンドボード、電源ボックス、筐体（外箱）などを組み合わせて、自身で自分好みのスペックのPCを作る人が多かったのである。日本では1990年代〜2000年代は、PC自作のための部品を扱う店舗が多数あった。

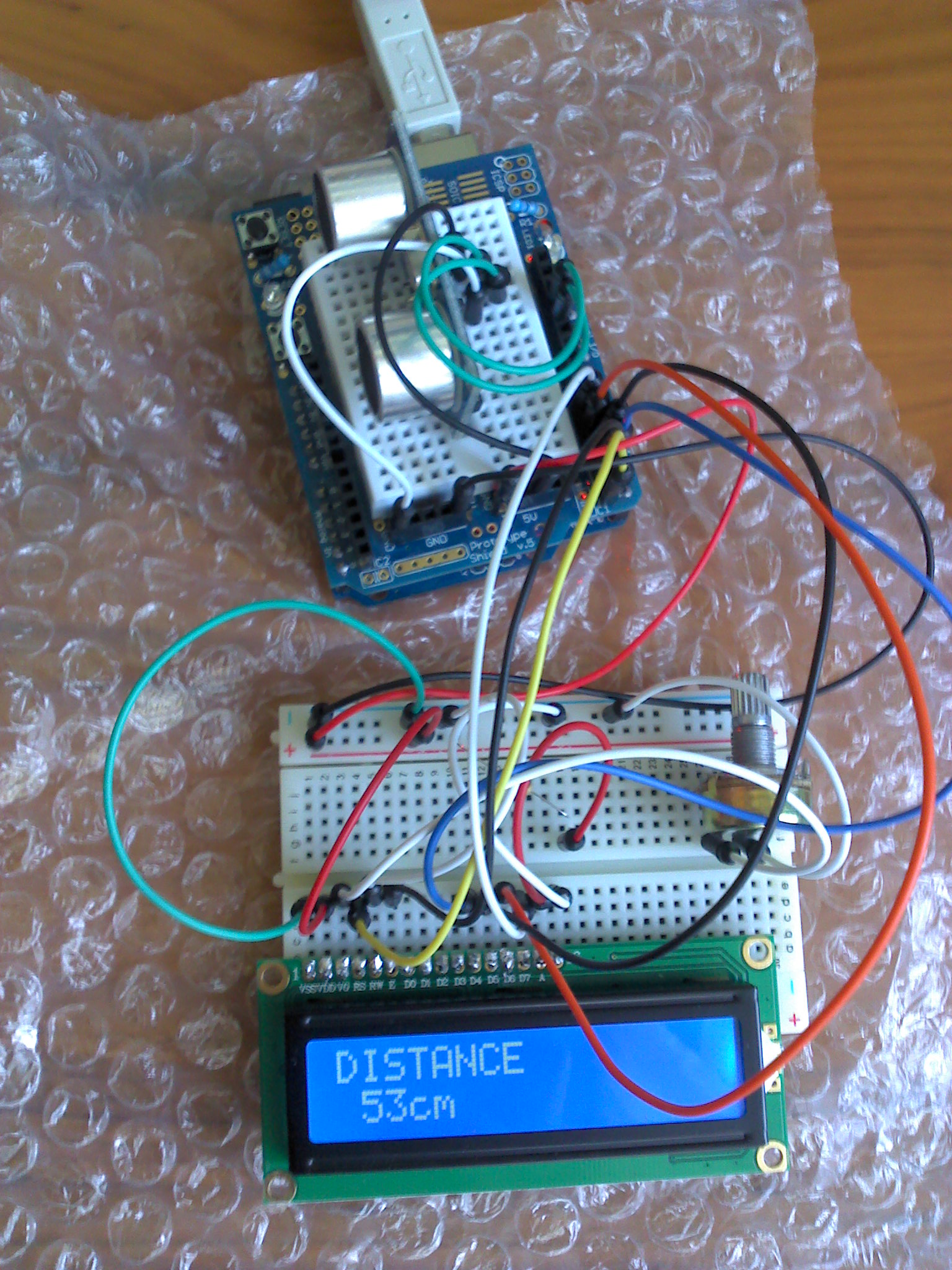
最近は、ブレッドボードや小型・簡易・安価なAVRマイコンなどを使って電子回路のDIYを行う人も増えている。

最近では便利なブレッドボードやAVRマイコン、またそれと周辺電子部品などを小型ボードにコンパクトにまとめたArduinoなど、小型・簡易・安価なマイコンボード（および関連ソフトウェア類）が登場し、ちょっとした制御回路ならば手軽に自作してしまう人も増えている。またRaspberry Piを用いて様々ものを かなり複雑なプログラムまで用いて自動で動かす人々もいる。最近は「メイカームーブメント」や「FAB」という言葉・概念枠の中で捉えられていることも多い。
しかしながら、危険性もある。2022年にはエアコンをDIYで設置した後に、爆発や配線の発火などが起こるケースが多発しており、NITEは専門業者への依頼を推奨している。

### バイオテクノロジー・社会運動関係
DIYバイオ（DIY生物学）またはバイオパンクとは、バイオテクノロジー（生物工学）に関する拡大中の社会運動である。ハッカー文化やハッカー倫理とも繋がっている。この運動では個人・共同体・小規模な組織が、伝統的な研究機関と同じ方法で生物学や生命科学を学んでいる。DIYバイオは主に、学界や企業からの広範な研究訓練を受けた個々人によって行われており、正式訓練を受けたことが少ないかゼロである他のDIY生物学者（DIYバイオロジスト）を指導・監督している。